# Маилян, Антон Саркисович
Антон Саркисович (Сергеевич) Маилян (арм. Անտոն Մայիլյան; 28 марта 1880, Тифлис, Кавказское наместничество, Российская империя — 20 апреля 1942, Баку) — армянский советский композитор, музыкально-общественный деятель, прозаик, либреттист

, дирижёр, педагог, хормейстер, издатель, фольклорист. Заслуженный деятель искусств Азербайджанской ССР (1930).

## Биография
Родился 28 марта 1880 года в городе Тифлисе. Там же окончил Нерсисянскую школу. Обучался в учительской семинарии в Тифлисе у М. Екмаляна и X. Кара-Мурзы. В 1900—1903 учился в Тифлисском музыкальном училище по классу композиции Н.Д. Николаева.
Композиторскую деятельность начал в 1905 году. В 1906 году преподавал пение в тифлисской учительской семинарии. С 1906 г. жил и работал в Баку. В 1908 создал здесь первый рабочий хор.
В 1910—1917 годах издавал в Баку ежемесячный армянский журнал «Татрон ев еражштутюн» («Театр и музыка»). На страницах журнала разрабатывались вопросы развития музыки Востока. Во время первой мировой войны постоянно участвовал в благотворительных вечерах устраиваемых армянами Баку. Так в 1915 году принял участие во втором армянском благотворительном вечере в пользу беженцев, носящем название «Чет или нечет». На вечере исполнялись армянские народные песни, особенный успех имела песня «Келе-келе» исполненная под музыку Антона Маиляна.
В 1918—1919 годах преподавал музыку в Тифлисе. С 1920 года снова в Баку. С 1925 года возглавлял музыкальную секцию бакинского Дома армянского искусства.
Собирал музыкальный фольклор народов Кавказа и Закавказья. Автор литературных произведений (роман «Армен», 1900; повести «Сирота», 1897, «Печальные моменты», 1900).
Скончался 20 апреля 1942 года в Баку. Для прощания с композитором, гроб с телом А. Маиляна был установлен в помещении Государственного театра оперы и балета им. М.Ф. Ахундова по ул. Низами № 27. Похоронен Антон Маилян был 24 апреля на армянском кладбище в Баку.

## Награды
- за большой вклад Антон Маиляна в советскую азербайджанскую музыкальную культуру, ему было присвоено звание Заслуженного деятеля искусств Азербайджанской ССР (14.06.1930)
- по итогам декады азербайджанского искусства в Москве А. Маилян был награжден орденом «Знак Почёта» (17.04.1938) — за выдающиеся заслуги в деле развития азербайджанского оперного искусства, азербайджанской музыки, песни и танцев[4].

## Избранные музыкальные сочинения
оперы
- «Гюлли» (на собственное либретто, 1930),
- «Сафа» (либретто Мамеда Саида Ордубади[5], 1933; первая постановка Азербайджанский театр оперы и балета имени М. Ф. Ахундова, 1939), посвящённая борьбе армянских и азербайджанских крестьян против феодалов в XVIII веке.

детские оперы
- «Сказка бабушки Гюльназ» по Г. Агаяну (1906), «Прекрасная весна» (1925), «Косточка счастья» (1926), «Шаловливый Микич» по О. Туманяну (1926), «Зизик» (1926), «Лягушка» (1926), «Волшебник, роза и червяк» (1928).

балет
- «Индийская красавица» (по мотивам поэмы Низами «Семь красавиц», 1941).

музыкальные драмы
- Гикор (на собственное либретто, по О. Туманяну, 1923),
- Сари Сумбуль (на собственное либретто, 1923),
- Миньон (на собственное либретто, детская, 1923).

музыкальные комедии
- «Жених-англичанин» (на собственное либретто, 1919),
- «Тмблач Хаган» (на собственное либретто, 1929),
- «Тмблач Хаган в Париже» (на собственное либретто, 1929),
- «Молла Насреддин» (1940).

музыка к спектаклям
- «Хатабала» Сундукяна, «Дядя Багдасар» Пароняна, «В 1905 году» Джабарлы, «Отелло», «Дон Кихот» и др.